# Sandhaven
Sandhaven ist eine Ortschaft in der schottischen Council Area Aberdeenshire. Sie liegt etwa drei Kilometer westlich des Zentrums von Fraserburgh am Südufer des Moray Firth.

## Geschichte
Südwestlich von Sandhaven, nahe Peathill, zeugt ein stein- oder bronzezeitlicher Cairn von der frühen Besiedlung der Umgebung. Bei Rosehearty befindet sich die Ruine von Pitsligo Castle. Die im 15. Jahrhundert begonnene Burg wurde in den folgenden Jahrhunderten schrittweise erweitert. Die östlich gelegenen Ländereien zählten seit dem 14. Jahrhundert zu den Besitztümern des Clans Fraser. Der Clan errichtete dort im 16. bis 17. Jahrhundert das heute als Ruine vorliegende Pittulie Castle.
Der Hafen von Sandhaven wurde im Jahre 1840 eingerichtet. Bis heute werden dort Boote gefertigt.
Zwischen 1961 und 1981 stieg die Einwohnerzahl von Sandhaven zunächst von 695 auf 924 an. Dann fiel sie bis 2001 wieder auf 706 ab. Bei Zensuserhebung 2011 lebten 820 Personen in Sandhaven.

## Verkehr
Sandhaven ist über eine untergeordnete Straße angebunden. In Fraserburgh sind jedoch die aus Edinburgh kommende A90, die A98 (Fraserburgh–Fochabers) sowie die nach New Deer führende A981 innerhalb kurz Strecke erreichbar.